# تبدیل هسته‌ای
تبدیل هسته ای یا به عبارت درست‌تر تراجهش هسته ای (به انگلیسی: Nuclear transmutation) فرآیندی است که طی آن هسته یک اتم، در اثر بمباران به وسیله ذرات زیراتمی یا یون‌ها، به هسته دیگری تبدیل می‌شود.